# Modelo de desarrollo económico de Fei-Ranis
El Modelo de desarrollo económico de Fei-Ranis es un modelo de la economía del desarrollo o economía del bienestar que plantea una economía dual, ha sido desarrollado por John CH Fei y Gustav Ranis y puede ser entendida como una extensión del modelo de Lewis, por lo cual también es conocido como modelo de desarrollo económico Lewis-Ranis-Fei. También se le conoce al como modelo de mano de obra excedente. Reconoce la presencia de una economía dual que comprende tanto un sector moderno y un sector primitivo y toma la situación económica de desempleo y subempleo de los recursos en cuenta, a diferencia de muchos otros modelos de crecimiento que tienen en cuenta los países subdesarrollados a ser homogéneos en la naturaleza. De acuerdo con esta teoría, el sector primitivo consiste en el sector agrícola existente en la economía, y el sector moderno es el sector industrial que crece rápidamente, pero es pequeño. Tal que los sectores coexisten en la economía, en la que se encuentra el meollo del problema de desarrollo. El desarrollo puede ser efectuado únicamente por un cambio completo en el punto focal del progreso de la agricultura para la economía industrial, de tal manera que no es el aumento de la producción industrial. Esto se realiza mediante la transferencia de mano de obra del sector agrícola a la industrial, que muestra que los países subdesarrollados no sufren de limitaciones de la oferta de trabajo. Al mismo tiempo, el crecimiento en el sector agrícola no ha de ser insignificante y su salida debe ser suficiente para soportar toda la economía con los alimentos y materias primas. Al igual que en el modelo Harrod-Domar, el ahorro y la inversión se convierten en los motores cuando se trata de desarrollo económico de los países subdesarrollados.

## Fundamentos del modelo

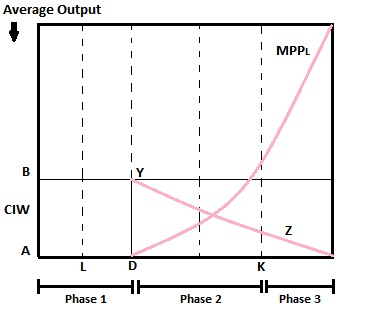
Representación de la Fase 1, Fase 2 y Phase3 del modelo de economía dual utilizando media de salida.

Uno de los mayores inconvenientes del modelo de Lewis fue el debilitamiento del papel de la agricultura para impulsar el crecimiento del sector industrial. Además de eso, él no reconoció que el aumento de la productividad del trabajo debe tener lugar antes del cambio de trabajo entre los dos sectores. Sin embargo, se tomaron estas dos ideas en cuenta en el modelo de economía dual de Fei-Ranis de tres etapas de crecimiento. Argumentan, además, que el modelo carece de la correcta aplicación del análisis de concentrado para el cambio que tiene lugar con el desarrollo agrícola En la Fase 1 del modelo de Fei-Ranis, la elasticidad de la mano de obra agrícola de obra es infinita y, como resultado, sufre de un desempleo disfrazado. Además, el producto marginal del trabajo es igual a cero. Esta fase es similar a la del modelo de Lewis. En la Fase 2 del modelo, el sector agrícola ve un aumento de la productividad y esto conduce a un aumento del crecimiento industrial de tal manera que genera lo que sucede en la siguiente fase. En la Fase 2, los excedentes agrícolas pueden existir ya que el producto medio (AP) es mayor que el producto marginal (PM) y no es igual al nivel de subsistencia de los salarios.
Con la ayuda de la figura de la izquierda, vemos que
{\displaystyle {\text{Fase 1}}:AL({\text{De la gráfica}})=MP=0{\text{ y }}AB({\text{De la gráfica}})=AP\,}
Según Fei y Ranis, la cantidad AD del trabajo (ver figura) puede ser desplazada desde el sector agrícola sin ninguna caída de la producción. Por lo tanto, representa el trabajo excedente.
{\displaystyle {\text{Fase 2}}:AP>MP\,}
Después de AD, MP comienza a subir, y la mano de obra industrial se eleva desde cero hasta un valor igual a AD. AP del trabajo agrícola se muestra por BYZ y vemos que esta curva cae hacia abajo después de AD. Esta caída de la AP se puede atribuir al hecho de que a medida que los trabajadores agrícolas se desplazan hacia el sector industrial, el salario real de los trabajadores industriales se reduce debido a la escasez de suministro de alimentos, ya que menos trabajadores están trabajando en el sector de la alimentación. La disminución en el salario real nivel disminuye el nivel de beneficios, y el tamaño del superávit que podría haber sido reinvertido para más industrialización. Sin embargo, siempre y cuando excedente existe, tasa de crecimiento puede todavía ser aumentado sin una caída en la tasa de la industrialización. Esta re-inversión del excedente puede ser gráficamente visualizarse como el desplazamiento de la curva MP hacia el exterior. En Phase2 el nivel de desempleo encubierto se da por AK. Esto permite que el sector agrícola a renunciar a una parte de su fuerza de trabajo hasta
{\displaystyle MP={\text{Real wages}}=AB={\text{Constant institutional wages (CIW)}}\,}
Fase 3 comienza desde el punto de comercialización que es en K en la figura. Este es el punto en el que la economía se vuelve completamente comercializado en ausencia de desempleo disfrazado. La curva de oferta de mano de obra en la Fase 3 es más pronunciada y los sectores empiezan a hacer una oferta por igual por trabajo.
{\displaystyle {\text{Phase3}}:{\text{MP}}>{\text{CIW}}\,}
La cantidad de trabajo que se desplaza y el tiempo que toma este desplazamiento depende de:
1. El crecimiento de los excedentes generados en el sector agrícola, y el crecimiento del capital industrial stock depende del crecimiento de los beneficios industriales;
2. La naturaleza de los avances técnicos de la industria y su sesgo asociado;
3. Tasa de crecimiento de la población.[3]

Así, las tres ideas fundamentales utilizados en este modelo son:
1. El crecimiento agrícola y el crecimiento industrial son igualmente importantes;
2. El crecimiento agrícola y el crecimiento industrial se equilibran;
3. Sólo si la velocidad a la que la mano de obra se desplaza de la agricultura al sector industrial es mayor que la tasa de crecimiento de la población va a la economía sea capaz de elevarse arriba de la trampa de la población de Malthus.[3]

Este desplazamiento de la mano de obra puede tener lugar por las actividades de inversión de los propietarios, y por del gobierno fiscales medidas. Sin embargo, el costo de cambio de trabajo en términos de tanto privados como costo social puede ser alto, por ejemplo, el costo de transporte o el costo de llevar a cabo la construcción de edificios. Además de eso, el consumo per cápita agrícola puede aumentar o no puede existir una gran diferencia entre los salarios de la población urbana y la población rural. Estos cuestan tres apariciones-alto, alto consumo y alta brecha de los salarios, se llaman como las fugas y fugas impiden la creación de excedentes agrícolas. De hecho, la generación de superávit podría evitarse debido a la curva de oferta hacia atrás-pendiente del trabajo, así, lo que sucede cuando los altos niveles de ingresos no se consumen. Esto significaría que la productividad de los trabajadores, con aumento de los ingresos no se levantará. Sin embargo, el caso de curvas inclinadas hacia atrás- es en su mayoría poco práctico.

## La conectividad entre los sectores
Fei y Ranis hicieron gran hincapié en la interdependencia de los sectores industrial y agrícola y establecen que de existir una robusta conectividad entre los dos sectores, esto alentaría la velocidad del desarrollo. Si los trabajadores agrícolas buscan empleo industrial, y los sectores industriales emplean a más trabajadores por el uso de un mayor acervo de bienes de capital y tecnología intensiva en trabajo, esta conectividad puede trabajar entre el sector industrial y el agrícola.  Ellos tomaron como ejemplo la economía dualista de Japón en el siglo XIX y dijeron que la conectividad entre los dos sectores de Japón se acentuó debido a la presencia de una industria rural descentralizada que fue a menudo vinculada a la producción urbana. Según ellos, se logra el progreso económico en economías dualistas de los países subdesarrollados a través del esfuerzo de un pequeño número de empresarios que tienen acceso a la tierra, poder de decisión sobre la utilización los bienes de capital y de consumo industrial de las prácticas agrícolas.

### Sector agrícola

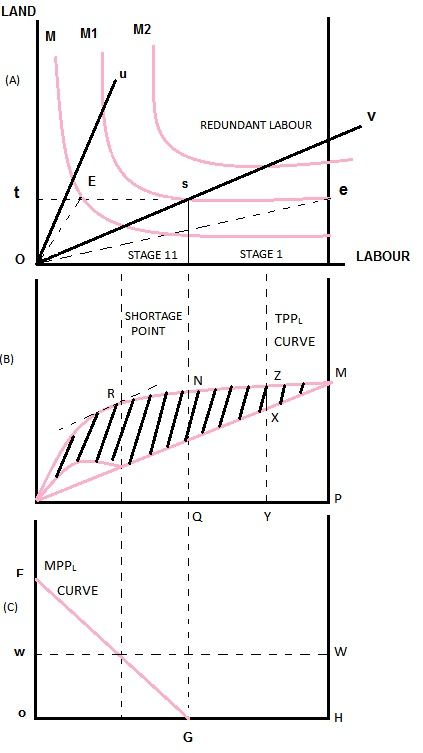
Función de producción de mano de obra de la tierra para el modelo de crecimiento económico de Fei-Ranis.

En (A), la tierra se mide en el eje vertical, y el trabajo en el eje horizontal. Ou y Ov representan dos líneas de borde, y los de producción de las isolíneas son representadas por M, M1 y M2. La zona delimitada por las líneas de borde define la región del factor de sustitución, o en la región donde los factores pueden ser fácilmente sustituidos. Las repercusiones de esta son las siguientes: Si le cantidad de trabajo es la mano de obra total en el sector agrícola, la intersección de la línea de cresta Ov con la producción curva M1 se da en el punto s haciendo que M1 sea perfectamente horizontal debajo de Ov. El comportamiento horizontal de la línea de producción implica que fuera de la región de posibilidad de sustitución del factor, la producción se detiene y el trabajo se vuelve redundante una vez que la tierra es fija y se aumenta la mano de obra.
Si Ot es el total de tierras en el sector agrícola, ts la cantidad de mano de obra que puede ser empleada sin que se convierta redundante, y es representa la fuerza de trabajo agrícola redundante. Esto llevó a Fei y Ranis a desarrollar el concepto de la relación de la utilización del trabajo, que definen como las unidades de trabajo que se pueden emplear de manera productiva (sin redundancia) por unidad de tierra. En la figura de la izquierda, se muestra la relación de la utilización del trabajo
{\displaystyle R={\frac {ts}{Ot}}}
que es gráficamente igual a la pendiente invertida de la línea de cresta Ov.
Fei y Ranis también construyen el concepto de relación de dotación, que es una medida de la disponibilidad relativa de los dos factores de producción. En la figura, si Ot representa la tierra agrícola y tE representa la mano de obra agrícola, a continuación, la relación de la dotación está dada por:
{\displaystyle S={\frac {tE}{Ot}}}
que es igual a la pendiente invertida de OE. El punto de la dotación real viene dada por E.
Finalmente, Fei y Ranis desarrollaron el concepto de coeficiente no redundancia de T, que se mide por
{\displaystyle T={\frac {ts}{te}}}
Estos tres conceptos les ayudó en la formulación de una relación entre T, R y S. Si {\displaystyle T={\frac {ts}{te}},} entonces
{\displaystyle T={\frac {ts/Ot}{te/Ot}}={\frac {R}{S}},{\text{ o }}T={\frac {R}{S}}\,}
Esta relación matemática demuestra que el coeficiente de no redundancia es directamente proporcional a la tasa de utilización de mano de obra y es inversamente proporcional a la relación de dotación.
(B) muestra la productividad física total de la curva de mano de obra (TPPL). La curva aumenta a una tasa decreciente, a medida que se añaden más unidades de trabajo a una cantidad fija de tierra. En el punto N, la curva da forma horizontal y este punto N se ajusta a la letra G en (C, que muestra la productividad marginal del trabajo (MPPL) curva, y con el punto s en la línea de cresta Ov en (A).

### Sector industrial

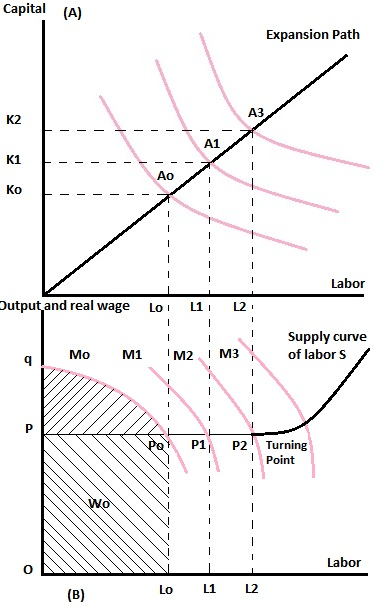

Al igual que en el sector agrícola, Fei y Ranis asumen rendimientos constantes a escala en el sector industrial. Sin embargo, los principales factores de producción son el capital y el trabajo. En la gráfica (A) a mano derecha, las funciones de producción han sido trazadas tomando la mano de obra en el eje horizontal y el capital en el eje vertical. La senda de expansión del sector industrial viene dado por la línea OA o A 1 A 2. Como los aumentos de capital de K o de K 1 y K 2 y aumentos laborales de L o de L 1 y L 2, la producción industrial representado por la producción contorno Ao, A 1 y A 3 aumenta en consecuencia.
Según este modelo, la fuente de suministro de mano de obra primordial del sector industrial es el sector agrícola, debido a la redundancia en la fuerza laboral agrícola. (B) muestra la curva de oferta de mano de obra para el sector industrial S. PP 2 representa la parte recta de la curva y es una medida de la fuerza de trabajo agrícola redundante en un gráfico con la mano de obra industrial en el eje horizontal y la salida / salario real en el eje vertical. Debido a la fuerza de trabajo agrícola redundante, los salarios reales se mantienen constantes, pero una vez que la curva empieza pendiente ascendente desde el punto P 2, la pendiente positiva indica que el trabajo adicional se suministra sólo con el correspondiente aumento en el salario real de los niveles.
Curvas MPP L correspondientes a sus respectivos niveles de capital y de mano de obra se han elaborado como o M, M 1, M 2 y M 3. Al capital social se eleva de K o K 1, el producto marginal del trabajo se eleva de M o de M 1. Cuando capital social es K o, la curva MPP L corta la curva de oferta de trabajo en el punto de equilibrio Po. En este punto, el total de los salarios reales de ingresos es W o y está representada por el área sombreada POL o P o. λ es la ganancia de equilibrio y está representada por el área sombreada QPP o. Dado que los trabajadores tienen muy bajos niveles de ingresos, que apenas salvará de que los ingresos y, por tanto, los beneficios industriales (π o) convertido en la principal fuente de fondos de inversión en el sector industrial.
{\displaystyle K_{t}=K_{o}+S_{o}+\Pi _{o}\,}
Aquí, K t da la oferta total de los fondos de inversión (teniendo en cuenta que el ahorro rural están representados por S o).
La actividad industrial total se eleva debido al aumento en la oferta total de los fondos de inversión, lo que lleva a un aumento del empleo industrial.

## Excedentes agrícolas
Excedentes agrícolas en términos generales puede ser entendida como el producto de la agricultura, que es superior a las necesidades de la sociedad para la que se está produciendo, y puede ser exportado o almacenado para su uso futuro.

### La generación de excedentes agrícolas

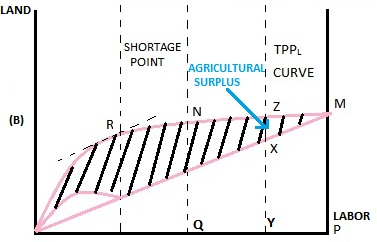
Gráfica que muestra el excedente agrícola en una economía dual.

Para entender la formación de excedentes agrícolas, debemos referirnos a graficar (B) del sector agrícola. La figura de la izquierda es una versión que se reproduce de una sección de la gráfica anterior, con algunas adiciones para explicar mejor el concepto de excedente agrícola. En primer lugar, derivamos la productividad física media de la fuerza de trabajo agrícola (APP L). Fei y Ranis presumen que es igual al salario real y esta hipótesis se conoce como la constante de hipótesis salario institucional. También es igual en valor a la relación de la producción agrícola total de la población agrícola total. Usando esta relación, podemos obtener APP L = MP / OP. Esto es gráficamente igual a la pendiente de la línea OM, y está representada por la línea de WW en (C).
Observar el punto Y, en algún lugar a la izquierda de P en el gráfico. Si se quita una sección de la mano de obra agrícola redundante (PQ) de la fuerza de trabajo agrícola (OP) y se absorbe en el sector industrial, entonces la fuerza de trabajo restante en el sector industrial está representado por el punto Y. Ahora, la salida producida por la fuerza de trabajo restante está representado por YZ y el ingreso real de esta fuerza de trabajo está dada por XY. La diferencia de los dos términos se obtiene el excedente agrícola total de la economía. Es importante entender que este excedente es producido por la reasignación de la mano de obra de manera que se absorbe por el sector industrial. Esto puede ser visto como el despliegue de ahorro rural ocultos para la expansión del sector industrial. Por lo tanto, podemos entender la contribución del sector agrícola a la expansión del sector industrial por la asignación de mano de obra redundante y el excedente agrícola que resulta de ella.

### Excedentes agrícolas como fondo salarial

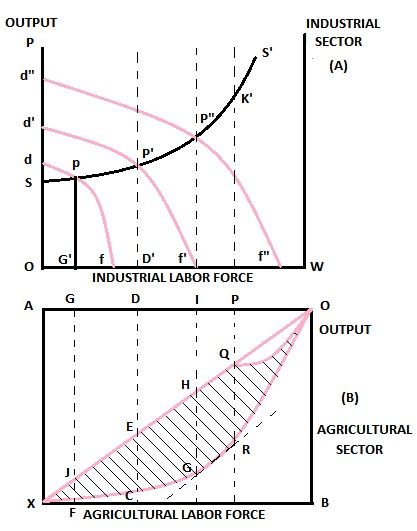
Una integración de los gráficos del sector industrial y laboral que se muestran juntos.

Excedente agrícola juega un papel importante como un fondo salarial. Su importancia puede explicarse mejor con la ayuda de la gráfica a la derecha, que es una integración de la gráfica sector industrial con un gráfico de sector agrícola invertida, de tal manera que el origen del sector agrícola cae en la esquina superior derecha. Esta inversión del origen cambia la forma del gráfico ahora se percibe. Mientras que los valores de la fuerza laboral se leen desde la izquierda de 0, los valores de salida se leen verticalmente hacia abajo a partir de O. La única razón de esta inversión es por el bien de la conveniencia. El punto de comercialización, como se explica anteriormente (véase la sección sobre Aspectos básicos del modelo ) se observa en el punto R, donde la tangente a la línea de ORX corre paralela a OX.
Antes de que una sección de la mano de obra redundante es absorbido por el sector industrial, la totalidad de la OA de trabajo está presente en el sector agrícola. Una vez que se absorbe AG cantidad de mano de obra (por ejemplo), es representado por OG 'en el sector industrial, y la mano de obra que queda en el sector agrícola es entonces OG. Pero, ¿cómo se determina la cantidad de trabajo absorbido por el sector industrial? (A) muestra la curva de oferta de mano de obra SS 'y varias curvas de demanda de mano de obra df, d'f' y d "f". Cuando la demanda de mano de obra es df, la intersección de las curvas de oferta y demanda de empleo da el punto de equilibrio G '. Por lo tanto OG representa la cantidad de mano de obra absorbida por el sector industrial. En ese caso, el trabajo que queda en el sector agrícola es OG. Esta cantidad OG del trabajo produce una salida de GF, de los cuales GJ cantidad de mano de obra es consumida por el sector agrícola y JF es el excedente agrícola para ese nivel de empleo. Al mismo tiempo, la mano de obra improductiva desde el sector agrícola se vuelve productiva una vez que es absorbido por el sector industrial, y produce una salida de OG'Pd como se muestra en el gráfico, ganar un ingreso salarial total de OG'PS.
Se necesita el excedente JF agrícola creado para el consumo de los mismos trabajadores que dejaron para el sector industrial. Por lo tanto, la agricultura proporciona con éxito no sólo la mano de obra para las actividades de producción en otros lugares, sino también el fondo salarial necesario para el proceso.

### Importancia de la agricultura en el modelo de Fei-Ranis
El modelo de Lewis es criticado por considerar que deja de lado la agricultura. Modelo de Fei-Ranis va un paso más allá y afirma que la agricultura tiene un papel muy importante que desempeñar en la expansión del sector industrial. De hecho, se dice que la tasa de crecimiento del sector industrial depende de la cantidad de excedente agrícola total y la cantidad de beneficios que se ganan en el sector industrial. Por lo tanto, mayor será la cantidad de los excedentes y de la cantidad de los excedentes de poner en la inversión productiva y la más grande es la cantidad de los beneficios industriales ganó, mayor será la tasa de crecimiento de la economía industrial. A medida que el modelo se centra en el desplazamiento del centro de coordinación de los avances de la agricultura al sector industrial, Fei y Ranis creen que el cambio de ideales tiene lugar cuando los fondos de inversión de excedentes industriales y los beneficios son lo suficientemente grandes como para adquirir bienes de capital industrial como las plantas y maquinaria. Se necesitan estos bienes de capital para la creación de oportunidades de empleo. Por lo tanto, la condición puesta por Fei y Ranis para una transformación exitosa es que
Tasa de aumento de capital social y la tasa de las oportunidades de empleo> Tasa de crecimiento de la población

## El carácter indispensable de la reasignación de trabajo
Como un país subdesarrollado pasa a través de su proceso de desarrollo, el trabajo se reasigna desde la agricultura al sector industrial. Más de la tasa de reasignación, más rápido es el crecimiento de esa economía. La lógica económica detrás de esta idea de la reasignación de trabajo es el del desarrollo económico más rápido. La esencia de la reasignación de trabajo se encuentra en la Ley de Engel, que establece que la proporción del ingreso que se gasta en alimentos disminuye con el aumento en el nivel de ingresos de un individuo, incluso si hay un aumento en el gasto real en alimentos. Por ejemplo, si el 90 por ciento de la población total de la economía en cuestión se dedica a la agricultura, que deja sólo el 10 por ciento de la población en el sector industrial. Como la productividad de la agricultura aumenta, se hace posible que sólo el 35 por ciento de la población para mantener un suministro de alimentos satisfactoria para el resto de la población. Como resultado, el sector industrial tiene ahora el 65 por ciento de la población debajo de ella. Esto es muy conveniente para la economía, como el crecimiento de los bienes industriales está sujeto a la tasa de la renta per cápita, mientras que el crecimiento de los productos agrícolas está sujeta sólo a la tasa de crecimiento de la población, por lo que una oferta de trabajo más grande para el sector industrial sería bien recibido en las condiciones dadas. De hecho, esta reasignación del trabajo se hace necesaria con el tiempo ya que los consumidores empiezan a querer más de los bienes industriales de los bienes agrícolas en términos relativos.
Sin embargo, Fei y Ranis se apresuraron a señalar que la necesidad de reasignación laboral debe vincularse más a la necesidad de producir más bienes de inversión de capital en oposición a la idea de los bienes de consumo industriales siguiendo el discurso de la Ley de Engel . Esto se debe a la suposición de que la demanda de bienes industriales es alta parece poco realista, ya que el salario real en el sector agrícola es muy baja y que obstaculiza la demanda de bienes industriales. Además de eso, los salarios bajos y en su mayoría constantes harán que las tasas de los salarios en el sector industrial de baja y constante. Esto implica que la demanda de bienes industriales no se levantará a un ritmo como lo sugiere el uso de la ley de Engel.
Dado que el proceso de crecimiento se observa un aumento de ritmo lento en el poder adquisitivo de los consumidores, las economías duales siguen el camino de la austeridad natural, que se caracteriza por una mayor demanda y por lo tanto la importancia de las buenas industrias de capital en comparación con los buenos consumidores. Sin embargo, la inversión en bienes de equipo viene con un largo período de gestación, lo que impulsa a los empresarios privados de distancia. Esto sugiere que, a fin de permitir el crecimiento, el gobierno debe intervenir y desempeñar un papel importante, especialmente en las pocas etapas iniciales de crecimiento. Además, el Gobierno también trabaja en los gastos sociales y económicas por la construcción de carreteras, ferrocarriles, puentes, instituciones educativas, centros de salud, etc.

## Crecimiento sin desarrollo
En el modelo de Fei-Ranis, es posible que el progreso tecnológico como se lleva a cabo y hay un cambio de técnicas de producción que ahorran trabajo, el crecimiento de la economía se produce con aumento de los beneficios, pero no el desarrollo económico lleva a cabo. Esto se puede explicar bien con la ayuda de la gráfica en esta sección.
El gráfico muestra dos líneas trazadas con MPL salario real y MPL en el eje vertical y el empleo de mano de obra en el eje horizontal. OW representa el nivel de salario de subsistencia, que es el nivel del salario mínimo en el que un trabajador (y su familia) sobrevivirían. La línea de WW 'que corre paralela al eje X se considera infinitamente elásticos como se supone que la oferta de mano de obra a ser ilimitada en el nivel de subsistencia de los salarios. La zona de la plaza OWEN representa la masa salarial y DWE representa el superávit o los beneficios obtenidos. Este superávit o ganancia puede aumentar si la curva cambia de MPL.
Si la curva MPL cambia de 1 a MPL MPL 2 debido a un cambio en la técnica de producción, de manera que se convierte en el ahorro de mano de obra o de capital intensivo , entonces el excedente o beneficio recogido aumentarían. Este aumento se puede ver mediante la comparación de DWE con D 1 D 1 desde NOS NOS ya es mayor en la zona en comparación con DWE. Sin embargo, no hay un nuevo punto de equilibrio y, como E sigue siendo el punto de equilibrio, no hay un aumento en el nivel de empleo de trabajo, o de los salarios para el caso. Por lo tanto, el empleo del trabajo continúa como ON y salarios como OW. El único cambio que acompaña el cambio en la técnica de producción es el que está en superávit o beneficios.
Esto lo convierte en un buen ejemplo de un proceso de crecimiento sin desarrollo, ya que el crecimiento se produce con aumento de los beneficios, pero el desarrollo está en un punto muerto ya que el empleo y los salarios de los trabajadores siguen siendo los mismos.

## Las reacciones a la modelo

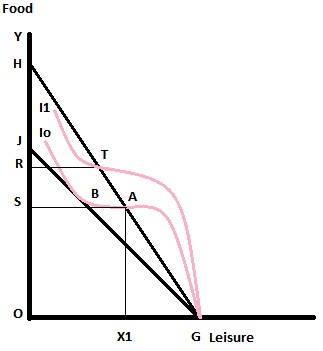
Alimento-Tiempo libre

El modelo de Fei-Ranis de crecimiento económico ha sido criticada por múltiples motivos, aunque si se acepta el modelo, entonces tendrá un importante implicaciones teóricas y de política sobre los esfuerzos de los países subdesarrollados hacia el desarrollo y en las polémicas declaraciones que persisten con respecto a la vs. equilibrada debate sobre el crecimiento desequilibrado.
Se ha afirmado que Fei y Ranis no tenían una idea clara de la situación económico lento que prevalece en los países en desarrollo. Si hubieran escudriñado a fondo la naturaleza y causas de la misma existente, habrían encontrado que el atraso agrícola existente se debe a la estructura institucional, principalmente el sistema de feudalismo que prevaleció.
Fei y Ranis dicen: "Se ha dicho que el dinero no es un simple sustituto de capital físico en un agregado la función de producción . Hay razones para creer que la relación entre el dinero y el capital físico podría ser complementarias entre sí en algún momento de los derechos económicos desarrollo, en la medida en que las políticas de crédito podría desempeñar un papel importante en aliviar los cuellos de botella en el crecimiento de la agricultura y la industria ". Esto indica que en el proceso de desarrollo descuidan el papel del dinero y los precios. No son capaces de variar entre el trabajo asalariado y el trabajo doméstico, que es una distinción importante para la evaluación de los precios de desarrollo dualista en una economía subdesarrollada.
Fei y Ranis asumen que MPP L es cero durante las primeras fases de desarrollo económico, que ha sido criticado por Harry T.Oshima y algunos otros sobre la base de que el MPP L de mano de obra es cero sólo si la población agrícola es muy grande, y si es muy grande, algo de ese trabajo se desplazará a las ciudades en busca de trabajo. A corto plazo, esta sección de la mano de obra que se ha desplazado a las ciudades sigue siendo desempleado, pero en el largo plazo que se absorbe bien por el sector informal, o regresa a las aldeas y los intentos de poner más tierras marginales al cultivo. También han dejado de lado el desempleo estacional, que se produce debido al cambio estacional en la demanda de trabajo y no es permanente.
Para entender mejor esto, nos referimos a la gráfica en esta sección, que muestra la Alimentación en el eje vertical y el Ocio en el eje horizontal. OS representa el nivel de subsistencia del consumo de alimentos, o el nivel mínimo de los alimentos consumidos por la mano de obra agrícola que es necesaria para su supervivencia. I 0 y 1 entre las dos materias primas de alimentos y ocio (de los agricultores). El origen cae en G, tal que OG representa el máximo de trabajo y mano de obra serían medidos desde la derecha hacia la izquierda. La curva de transformación SAG cae de A, lo que indica que más ocio se está utilizando para las mismas unidades de tierra. En A, la transformación marginal entre la alimentación y el ocio y el PML = 0 y la curva de indiferencia I 0 es también tangente a la curva de transformación en este punto. Este es el punto de saciedad ocio.